# Реакція Вагнера — Меєрвейна
Реакція Вагнера — Меєрвейна (англ. Wagner — Meerwein reaction) — ізомеризація вуглецевого скелета циклічних сполук у реакції нуклеофільного заміщення, приєднання або елімінування, що супроводиться міграцією алкільної або арильної групи до сусіднього атома С, який є катіонним центром, приводить до звуження або розширення циклу. Здійснюється, залежно від
структури, в досить широкому температурному інтервалі (20 — 150 °С) в присутності кислот (кислот Льюїса, мінеральних кислот) у розчинах (у полярних розчинниках) або в розплавах.
Синонім — камфорне перегрупування.